# Too Young to Kiss
Too Young to Kiss is een Amerikaanse filmkomedie uit 1951 onder regie van Robert Z. Leonard. Destijds werd de film in Nederland uitgebracht onder de titel Verboden te kussen.

## Verhaal
De getalenteerde pianiste Cynthia Potter wil de aandacht trekken van de druk bezette impresario Eric Wainwright. Wanneer ze hoort dat hij audities afneemt van kinderen, doet ze zich voor als een wonderkind.

## Rolverdeling
| Acteur             | Personage        |
| ------------------ | ---------------- |
| June Allyson       | Cynthia Potter   |
| Van Johnson        | Eric Wainwright  |
| Gig Young          | John Tirsen      |
| Rita Corday        | Denise Dorcet    |
| Kathryn Givney     | Juffrouw Benson  |
| Larry Keating      | Danny Cutler     |
| Hans Conried       | Mijnheer Sparrow |
| Esther Dale        | Mevrouw Boykin   |
| Antonio Filauri    | Veloti           |
| Jo Gilbert         | Gloria           |
| Alexander Steinert | Dirigent         |